# 라시트 누르갈리예프

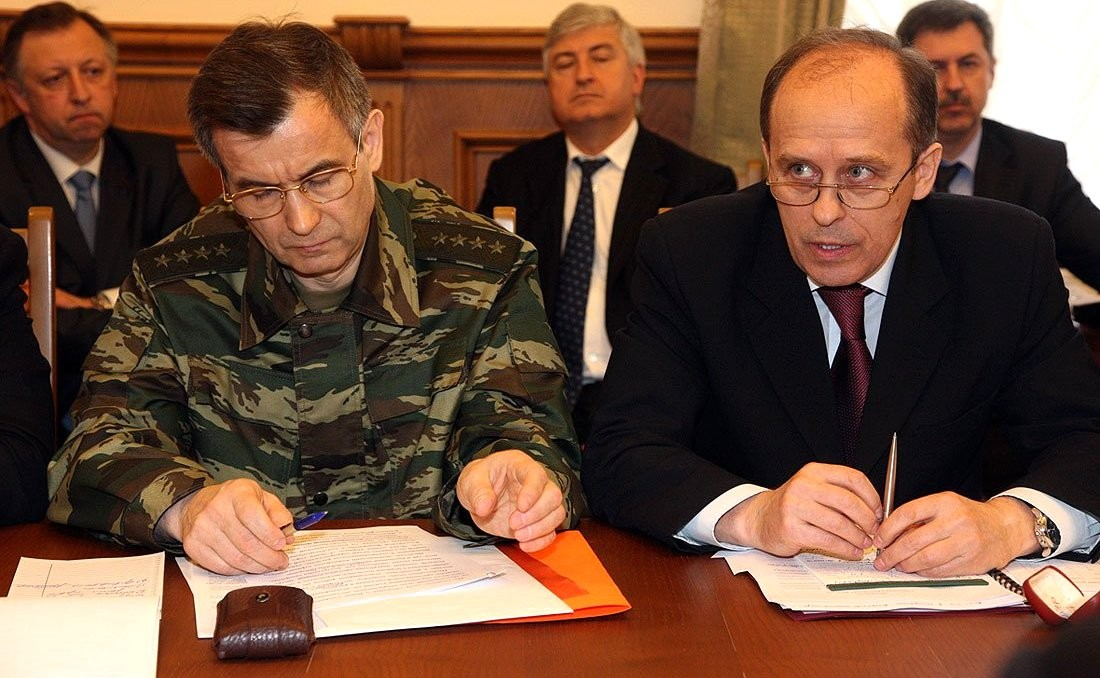
2010년 4월, 라시트 구마로비치 누르갈리예프 러시아 연방 내정부 장관 (왼쪽) 과 알렉산드르 보로트니코프 러시아 연방보안원장.

라시트 구마로비치 누르갈리예프(러시아어: Рашид Гумарович Нургалиев, 1956년 10월 8일 ~)는 러시아 연방 국가근위대의 장군이자 정치인으로, 타타르스탄 공화국 혈통이다. 2003년부터 2012년까지 러시아 내무부 장관을 맡고 있었다.
카자흐스탄 소비에트 사회주의 공화국에서 타타르인의 아들로 태어나, 1979년 페트로자봇스크의 쿠시넨 주립 대학교를 졸업하였다.
1979년에서 1981년 카렐리야 자치 소비에트 사회주의 공화국에서 물리학 강사로 일했으며, 1981년에서 1985년까지 카렐리야 지역 국가보안위원회에서 일하였다.
1995년에서 2002년 사이 러시아 연방보안원(FSB)의 중앙 기구에서 중요한 역할을 했으며, 2002년 러시아 연방 내정부 제1차관 겸 내무군 총사령관이 되었다. 2003년 러시아 연방 내정부 장관에 임명되었으며 9년간 재직하였다. 러시아 연방 내정부 장관에서 물러난 이틀 뒤에 러시아 연방안전보장회의 부서기가 되었다. 현재 그의 계급은 국가근위대 대장이다.
그는 러시아 정교회 신자이다. 기혼이며 두 자녀가 있다.